# کونمو (کانزاس)
کونمو (به انگلیسی: Quenemo) شهری در ایالت کانزاس کشور ایالات متحده آمریکا است که جمعیت آن در سرشماری سال ۲۰۱۰ میلادی، ۳۸۸ نفر بوده‌است.